# Oakland (condado de Jefferson, Wisconsin)
Oakland es un pueblo ubicado en el condado de Jefferson en el estado estadounidense de Wisconsin. En el Censo de 2010 tenía una población de 3100 habitantes y una densidad poblacional de 33,15 personas por km².

## Geografía
Oakland se encuentra ubicado en las coordenadas 42°59′6″N 88°56′48″O / 42.98500, -88.94667. Según la Oficina del Censo de los Estados Unidos, Oakland tiene una superficie total de 93.5 km², de la cual 89.68 km² corresponden a tierra firme y (4.09%) 3.82 km² es agua.

## Demografía
Según el censo de 2010, había 3100 personas residiendo en Oakland. La densidad de población era de 33,15 hab./km². De los 3100 habitantes, Oakland estaba compuesto por el 97.45% blancos, el 0.39% eran afroamericanos, el 0.26% eran amerindios, el 0.39% eran asiáticos, el 0.03% eran isleños del Pacífico, el 0.58% eran de otras razas y el 0.9% pertenecían a dos o más razas. Del total de la población el 1.71% eran hispanos o latinos de cualquier raza.